# Colin McNab
Colin Anderson McNab (Dundee, 3 febbraio 1961) è uno scacchista scozzese.
Ha ottenuto il titolo di Maestro Internazionale nel 1984 e di Grande Maestro nel 1992.

È anche Maestro Internazionale per corrispondenza (dal 1993) e Maestro Internazionale della soluzione dal 2007.

## Principali risultati
Quattro volte vincitore del campionato scozzese (1983, 1991, 1993 e  1995).
Ha rappresentato la Scozia in 17 edizioni delle olimpiadi degli scacchi dal 1984 al 2014, ottenendo complessivamente il 51,4% dei punti.
Nel 1992 vinse a Kuala Lumpur il campionato del Commonwealth.
Vinse il campionato britannico di soluzione problemi e studi nel 2012 e 2013.
È noto per essere un esperto dei finali e ha scritto alcuni libri di scacchi, tra i quali:
- The Fianchetto King's Indian, Batsford, 1997
- The Ultimate Pirc (con John Nunn), Batsford, 1998